# دامتال
دامتال (به آلمانی: Dahmetal) یک شهر در آلمان است که در تلتو-فلمینگ واقع شده‌است. دامتال ۵۲۸ نفر جمعیت دارد.